# Juan José Maqueda
Juan José Sánchez Maqueda (Madrid, España, 23 de enero de 1969) es un exfutbolista y entrenador de fútbol español. Jugaba de centrocampista. Actualmente se encuentra sin equipo. Natural de San Martin de Valdeiglesias

## Trayectoria

### Como jugador
Se formó en las categorías inferiores del Real Madrid. En la temporada 1987/88 debutó con el primer equipo y ese año jugó diez partidos y marcó un gol. Sus apariciones continuarían al año siguiente con otros cinco encuentros. En este bienio, el equipo madridista ganó dos Ligas y una Copa del Rey.
En la 1989/90 se marchó cedido al CD Logroñés, con el que jugó 29 partidos. De regreso al Real Madrid, cuajó una buena temporada con 24 encuentros, aunque en la siguiente disminuyó su aportación al equipo. En 1992, sufrió una grave lesión en el ligamento cruzado de la rodilla que lo mantiene año y medio apartado de los terrenos de juego.
Vuelve a la competición en 1994, jugando con el Castilla en Segunda División, y en verano de ese año fue fichado por el Valencia CF, donde apenas apareció en nueve encuentros, dada la competencia con el brasileño Mazinho y con Vicente Engonga. En la 1995/96 recaló en el Albacete Balompié, donde llegó a los 20 encuentros disputados.
En 1996 fichó por el Racing de Ferrol y posteriormente por el CF Fuenlabrada, ambos de Segunda B. En el verano de 1998 se marchó al CD Irapuato mexicano y un año después en el Panionios GSS griego, donde cuelga las botas en 2000.

## Como entrenador
Tras retirarse como jugador, Maqueda siguió vinculado al mundo del fútbol en calidad de entrenador. En primer lugar dirigió al filial del club blanco, como segundo de Juan Ramón López Caro. Con este subió al primer equipo en diciembre de 2005, tras la destitución de Vanderlei Luxemburgo en la jornada 14.
Posteriormente, el tándem López Caro-Maqueda dirigió al Levante UD, del cual fueron destituidos en la jornada 18 de la temporada 2006/07, y ya en Segunda División al Celta de Vigo entre la jornada 8 y la 28 de la 2007/08. Estuvo a punto de ser ayudante de López Caro en la Selección sub-21 española, pero finalmente volvió al Castilla, con Julen Lopetegui como técnico. En verano de 2010 marchó con López Caro a Rumanía a entrenar al FC Vaslui, pero en octubre resolvieron el contrato con el club, al que acusó López Caro de acciones abusivas continuadas.
En agosto de 2011, Juanjo emprendió su primera aventura como técnico, fichando por el Al-Ittihad Al-Iskandary egipcio.
En octubre de 2013, ficha como entrenador del Al Shoalah, un modesto club de la Primera división de Arabia Saudí de la ciudad de Al Kharj, cerca de Riad, con el objetivo de la permanencia.
En junio de 2014 Maqueda firma con el club saudí Al Fateh, que dos temporadas antes fue el campeón de la liga saudí teniendo en cuenta su gran temporada con Al Shoalah la temporada anterior y en diciembre rescinde su contrato con Al Fateh de mutuo acuerdo.
En diciembre de 2014, ficha como entrenador del Al-Masry, un club de la Primera División de Egipto de Egipto con gran historia en el fútbol egipcio.
En febrero de 2017, ficha como entrenador en Al-Ittihad Al-Iskandary egipcio después de su gran etapa anterior donde obtuvo grandes éxitos con el gran club de Alejandría, uno de los equipos con más aficionados del fútbol egipcio.

## Clubes

### Como jugador
| Club                                  | País   | Periodo/Temporada | Liga PJ (G) | Copa PJ (G) |
| ------------------------------------- | ------ | ----------------- | ----------- | ----------- |
| Categorías inferiores del Real Madrid | España | 1978/1986         |             |             |
| Real Madrid Aficionados               | España | 1986/87           |             |             |
| Castilla CF                           | España | 1986/87           | 2 (1)       | 0 (0)       |
| Castilla CF                           | España | 1987/88           | 13 (0)      | 6 (0)       |
| Real Madrid CF                        | España | 1987/88           | 10 (1)      | 0 (0)       |
| Real Madrid CF                        | España | 1988/89           | 5 (0)       | 1 (0)       |
| CD Logroñés (cesión)                  | España | 1989/90           | 29 (1)      | 1 (0)       |
| Real Madrid CF                        | España | 1990/91           | 24 (1)      | 0 (0)       |
| Real Madrid CF                        | España | 1991/92           | 13 (2)      | 3(0)        |
| Real Madrid CF                        | España | 1992/93           | Sin ficha   | Sin ficha   |
| Real Madrid B                         | España | 1993/94           | 11 (0)      |             |
| Valencia CF                           | España | 1994/95           | 9 (0)       | 3 (0)       |
| Albacete Balompié                     | España | 1995/96           | 20 (1)      | ? (?)       |
| Racing Club de Ferrol                 | España | 1996/97           | 25 (1)      | 3 (0)       |
| CF Fuenlabrada                        | España | 1997/98           | ? (?)       |             |
| CD Irapuato                           | México | 1998/99           | 5 (0)       |             |
| Panionios GSS                         | Grecia | 1999/00           | 21 (0)      |             |

- Nota: Real Madrid B y Castilla son el mismo equipo, pero ha cambiado de nombre a lo largo de la historia.

### Como entrenador
| Cargo              | Club                                               | País           | Periodo    |
| ------------------ | -------------------------------------------------- | -------------- | ---------- |
| Segundo entrenador | Real Madrid B 2003/05 Real Madrid Castilla 2005/06 | España         | 2003-2005  |
| Segundo entrenador | Real Madrid CF                                     | España         | 2005-2006  |
| Segundo entrenador | Levante UD                                         | España         | 2006-2007  |
| Segundo entrenador | Celta de Vigo                                      | España         | 2007-2008  |
| Segundo entrenador | Real Madrid Castilla                               | España         | 2008-2009  |
| Segundo entrenador | FC Vaslui                                          | Rumania        | 2010       |
| Entrenador         | Al-Ittihad Al-Iskandary                            | Egipto         | 2011-2013  |
| Entrenador         | Al-Shoulla                                         | Arabia Saudita | 2013-2014  |
| Entrenador         | Al-Fateh                                           | Arabia Saudita | 2014       |
| Entrenador         | Al-Masry                                           | Egipto         | 2014-2015  |
| Entrenador         | Al-Ittihad Al-Iskandary                            | Egipto         | 2017- 2018 |
| Entrenador         | Al-Shoulla                                         | Arabia Saudita | 2019-2020  |
| Entrenador         | Mogreb Atlético Tetuán                             | Marruecos      | 2020-2021  |